# Gongora jauariensis
Gongora jauariensis är en orkidéart som beskrevs av Marcos Antonio Campacci och J.B.F.Silva. Gongora jauariensis ingår i släktet Gongora och familjen orkidéer. Inga underarter finns listade i Catalogue of Life.